# Liste der Biografien/Zep
Liste der Biografien |
Portal Biografien |
Personensuche
# |
A |
B |
C |
D |
E |
F |
G |
H |
I |
J |
K |
L |
M |
N |
O |
P |
Q |
R |
S |
T |
U |
V |
W |
X |
Y |
Z |
?
 
Za |
Zb |
Zc |
Zd |
Ze |
Zf |
Zg |
Zh |
Zi |
Zj |
Zk |
Zl |
Zm |
Zn |
Zo |
Zr |
Zs |
Zu |
Zv |
Zw |
Zy |
Zz
 
Zea |
Zeb |
Zec |
Zed |
Zee |
Zef |
Zeg |
Zeh |
Zei |
Zej |
Zek |
Zel |
Zem |
Zen |
Zeo |
Zep |
Zeq |
Zer |
Zes |
Zet |
Zeu |
Zev |
Zew |
Zey |
Zez
Die Liste der Biografien führt alle Personen auf, die in der deutschsprachigen Wikipedia einen Artikel haben. Dieses ist eine Teilliste mit 67 Einträgen von Personen, deren Namen mit den Buchstaben „Zep“ beginnt.

## Zep
- Zep (* 1967), Schweizer Comiczeichner

### Zepe
- Zepeda Fernández, Hermenegildo (1804–1880), nicaraguanischer Politiker und Director Supremo (1845–1847)
- Zepeda, José (1784–1837), nicaraguanischer Politiker, Director Supremo von Nicaragua (1835–1837)
- Zepeda, Lorenzo (1813–1858), salvadorianischer Politiker
- Zepeda, Miguel (* 1976), mexikanischer Fußballspieler
- Zepeda, Ofelia, US-amerikanische Autorin, schreibt in der Sprache der Tohono O’Odham und in Englisch
- Zepeda, Sonia (* 1981), salvadorianische Schachspielerin
- Zepek, Michael (* 1981), deutscher Fußballspieler
- Zepelin, Johann Friedrich von (1695–1777), deutscher Generalleutnant
- Zepelin, Konstantin von (1771–1848), preußischer General der Infanterie
- Zepeljow, Wladimir (* 1956), sowjetischer Weitspringer
- Zepernick, Hans (1921–1975), deutscher Leichtathlet
- Zepernick, Karl Friedrich (1751–1839), deutscher Rechtswissenschaftler und Richter

### Zepf
- Zepf, Robert (* 1968), deutscher Bibliothekar
- Zepf, Siegfried (1937–2021), deutscher Psychoanalytiker, Psychosomatiker und Universitätsprofessor

### Zeph
- Zephaniah, Benjamin (1958–2023), britisch-jamaikanischer Rastafari, Schriftsteller und Dub PoetBenjamin Zephaniah (1958–2023)

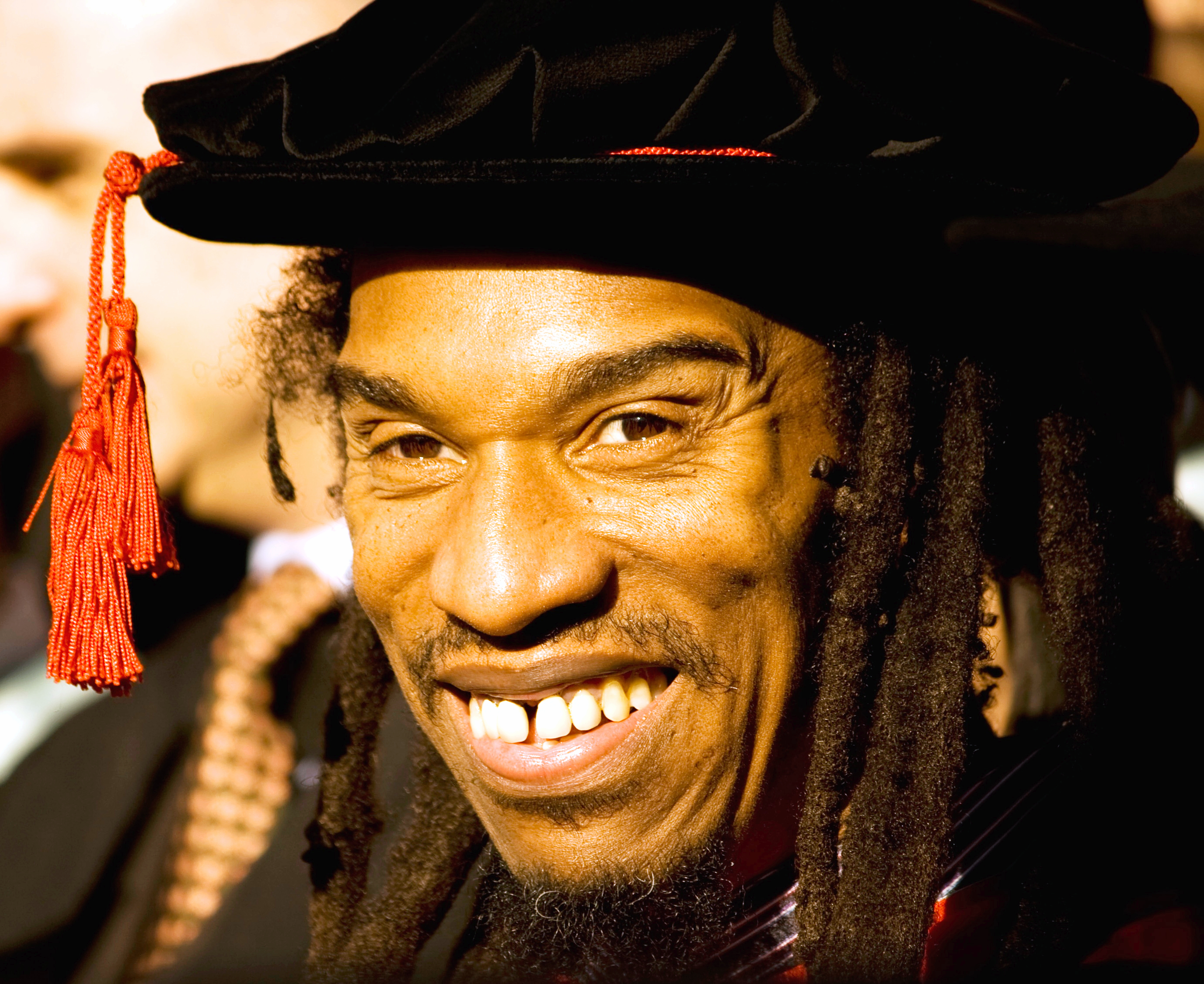
Benjamin Zephaniah (1958–2023)

- Zepharovich, Victor Leopold Ritter von (1830–1890), österreichischer Hochschullehrer, Professor der Mineralogie
- Zephelius, Adam (1586–1642), lutherischer Theologe, Magister und Pfarrer
- Zéphir, Henriette (1920–2012), französische Künstlerin der Art brut
- Zephyrinus († 217), Papst und Heiliger
- Zephyros-Maler, attischer Vasenmaler

### Zepi
- Žepić, Božo (* 1938), bosnisch-kroatischer Soziologe und Rechtswissenschaftler

### Zepk
- Zepkala, Waleryj (* 1965), belarussischer Diplomat und Geschäftsmann
- Zepkala, Weranika (* 1972), belarussische Bürgerrechtlerin und MenschenrechtsaktivistinWeranika Zepkala (* 1972)

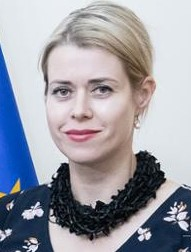
Weranika Zepkala (* 1972)

### Zepl
- Zepler, Bogumil (1858–1918), deutscher Komponist
- Zepler, Erich (1898–1980), deutsch-englischer Physiker und Schachkomponist
- Zepler, Wally (1865–1940), deutsche Publizistin und sozialdemokratische Politikerin
- Zeplichal, Vitus (* 1947), österreichischer Schauspieler

### Zepm
- Zepmeisel, Gustav, Förderer des Schwimmsports und der FKK

### Zepn
- Zepner, Ludwig (1931–2010), deutscher Porzellankünstler und Erfinder
- Zepnik, Philipp (* 1988), deutscher Skirennläufer

### Zepo
- Zepos, Ioannis (1871–1946), griechischer Rechtshistoriker
- Zepos, Konstantinos (1931–2023), griechischer Diplomat
- Zepos, Panagiotis (1908–1985), griechischer Rechtswissenschaftler und Politiker

### Zepp
- Zepp, Harald (* 1955), deutscher Geograph und Hochschullehrer
- Zepp, Marie-Theresa (* 1983), deutsche Schauspielerin
- Zepp, Paul (1917–2002), deutscher Kirchenrechtler
- Zepp, Peter (1879–1943), deutscher Geograf und Hochschullehrer an der Pädagogischen Akademie Bonn
- Zepp, Rob (* 1981), deutsch-kanadischer Eishockeytorwart
- Zepp, Susanne (* 1973), deutsche Literaturwissenschaftlerin
- Zepp-LaRouche, Helga (* 1948), deutsche Politikerin
- Zeppa, Jamie (* 1964), kanadische Pädagogin und Schriftstellerin; Mitarbeiterin des WWF
- Zeppel-Sperl, Robert (1944–2005), österreichischer Maler
- Zeppelin, Eberhard von (1842–1906), deutscher Historiker, Bankier, Bodenseeforscher, Hotelier, Autor, Graf, Botschafter von Württemberg und der Bruder des Ferdinand von Zeppelin
- Zeppelin, Erich Graf von (1873–1927), deutscher Seeoffizier, zuletzt Konteradmiral der Reichsmarine
- Zeppelin, Ferdinand Ludwig von (1772–1829), württembergischer Diplomat und Politiker
- Zeppelin, Ferdinand von (1838–1917), deutscher General der Kavallerie und LuftschiffkonstrukteurFerdinand von Zeppelin (1838–1917)

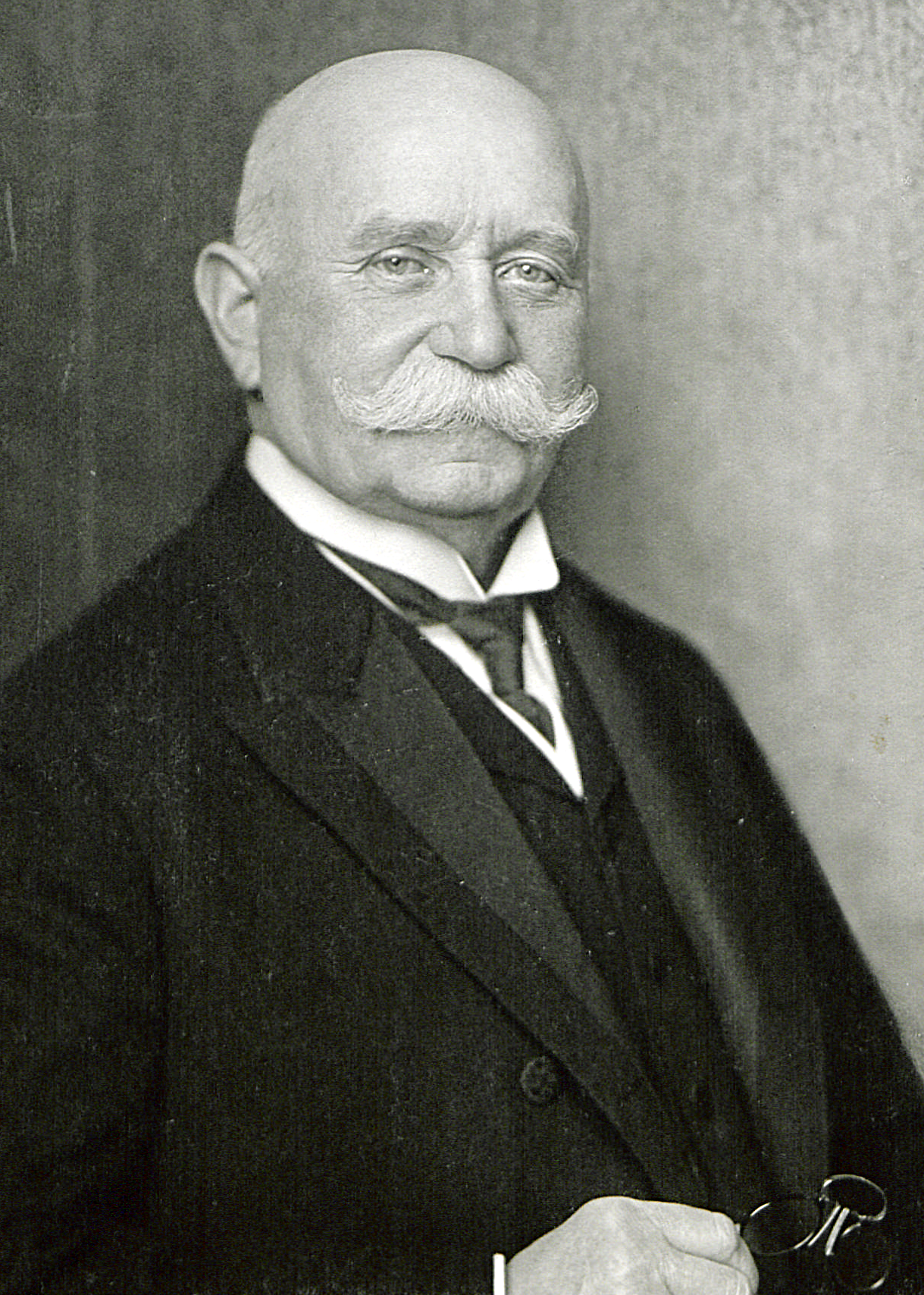
Ferdinand von Zeppelin (1838–1917)

- Zeppelin, Friedrich von (1807–1886), deutscher Hofbeamter und Unternehmer
- Zeppelin, Harro von (1904–1989), deutscher Landwirt, Ministerialbeamter und Manager
- Zeppelin, Karl von (1766–1801), deutscher Adliger, Adjutant, Diplomat, leitender Staatsminister im Dienste des Herzogs Friedrich von Württemberg
- Zeppelin, Max von (1856–1897), deutscher Zoologe und Forschungsreisender
- Zeppelin-Aschhausen, Friedrich von (1861–1915), preußischer Verwaltungsjurist und Bezirkspräsident in Metz, Bezirk Lothringen
- Zeppelin-Aschhausen, Johann Friedrich Carl von (1789–1836), württembergischer Zeremonienmeister
- Zeppelin-Aschhausen, Johann Friedrich Traugott von (1819–1870), württembergischer Diplomat und Gutsbesitzer
- Zeppenfeld, Achim, deutscher Radiomoderator, freiberuflicher Journalist und Produzent
- Zeppenfeld, Georg (* 1970), deutscher Opernsänger (Bass)
- Zeppenfeld, Hannelore (1929–2016), deutsche Schauspielerin
- Zeppenfeld, Klaus (* 1963), deutscher Informatiker und Präsident der Hochschule Hamm-Lippstadt
- Zeppenfeld, Victor (* 1834), deutscher Genremaler
- Zeppenfeldt, Franz Ignaz (1760–1831), deutscher Jurist, Archivar und Regionalhistoriker
- Zepper, Wilhelm (1550–1607), deutscher reformierter Theologe; Hofprediger und Professor in Herborn
- Zepperitz, Rainer (1930–2009), deutscher Kontrabassist
- Zeppetzauer, Josef (1887–1970), österreichischer Forstarbeiter, Gewerkschafter und Politiker
- Zeppieri, Giulio (* 2001), italienischer Tennisspieler
- Zeppmeisel, Hans (* 1939), deutscher Fußballspieler

### Zept
- Zepter, Michael Cornelius (* 1938), deutscher Künstler und Schriftsteller

### Zepu
- Zepuntke, Ruben (* 1993), deutscher RadrennfahrerRuben Zepuntke (* 1993)

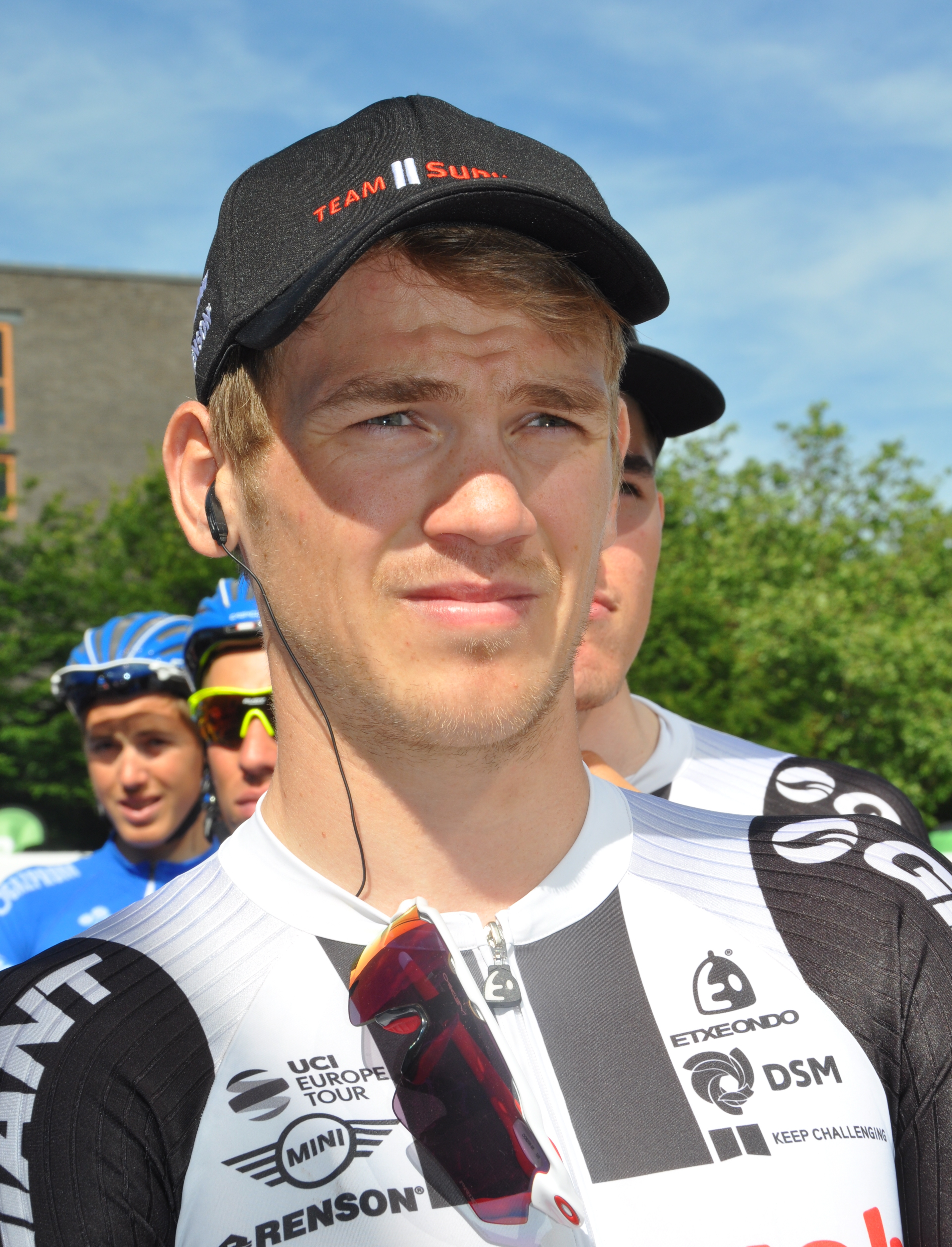
Ruben Zepuntke (* 1993)